# Malva arborea
Malva arborea (L.) Webb & Berthel., 1836, comunemente nota come malvone maggiore, è una pianta della famiglia delle Malvaceae.

## Descrizione
È una pianta arbustiva annuale, biennale o perenne che cresce fino a 0,5–2 m (raramente 3 m) di altezza. Le foglie sono cordate e lobate di 5–20 cm di lunghezza. I fiori hanno un diametro di 3–4 cm, di colore dal rosa scuro al viola.

## Distribuzione e habitat
Questa pianta è in grado di sopportare la salinità dell'acqua di mare espellendo il sale dalle foglie. Sfruttando questo vantaggio sulle altre piante cresce principalmente in luoghi costieri esposti, spesso su piccole isole.